# Leslie Mann
Leslie Mann (San Francisco, Califòrnia, Estats Units, 26 de març de 1972) és una actriu de cinema i televisió estatunidenca, famosa per haver treballat en comèdies de molt bona acollida, moltes de les quals són col·laboracions amb el seu marit Judd Apatow.

## Carrera
Als disset anys va començar a realitzar anuncis de televisió per a marques com GAP i productes de bellesa. Aquests primers passos després la van portar a ser triada per actuar en la sèrie Virgin High.
El 1994 es va unir al repartiment estable de Terra d'aus, on va actuar fins al 1996. Aquest mateix any Wes Anderson la va seleccionar perquè participés en Bottle Rocket, que va tenir com a protagonistes a Owen Wilson i al seu germà Luke, que la van portar a conèixer al seu grup d'actors Frat Pack. Entre els quals Will Ferrell, Ben Stiller, Vince Vaughn, Steve Carell, Jack Black i Paul Rudd. Gràcies a aquestes connexions va poder sobresortir entre 500 actrius en l'audició per a Un boig a domicili (1996), dirigida per Ben Stiller i protagonitzada per Matthew Broderick i Jim Carrey.
En ser una producció del Frat Pack, va comptar amb la participació de Jack Black com a Rick Legatos, Ben Stiller com a Stan Sweet, i amb Owen Wilson interpretant la cita del seu personatge Robin. No obstant això, el rodatge d'aquest film la va portar a un dels punts més feliços de la seva vida: les seves noces. Mentre filmaven, l'escriptor Judd Apatow era un dels productors principals i després de finalitzar amb l'agenda de preses tots dos van començar a sortir.
Aquell mateix any, Edward Burns la va triar perquè protagonitzés la seva comèdia romàntica Ella és única, acompanyant a actrius com Jennifer Aniston, Cameron Diaz i Amanda Peet, i Isabel Coixet la va triar per al paper de companya de treball de Lili Taylor en la pel·lícula independent Coses que no et vaig dir mai
I també en aquest mateix any se la va veure participar en la pel·lícula d'acció L'últim home, on Bruce Willis i Christopher Walken van ser enemics. Lamentablement l'audiència no va semblar reaccionar molt bé davant la trama i va acabar per ser una producció mediocre.

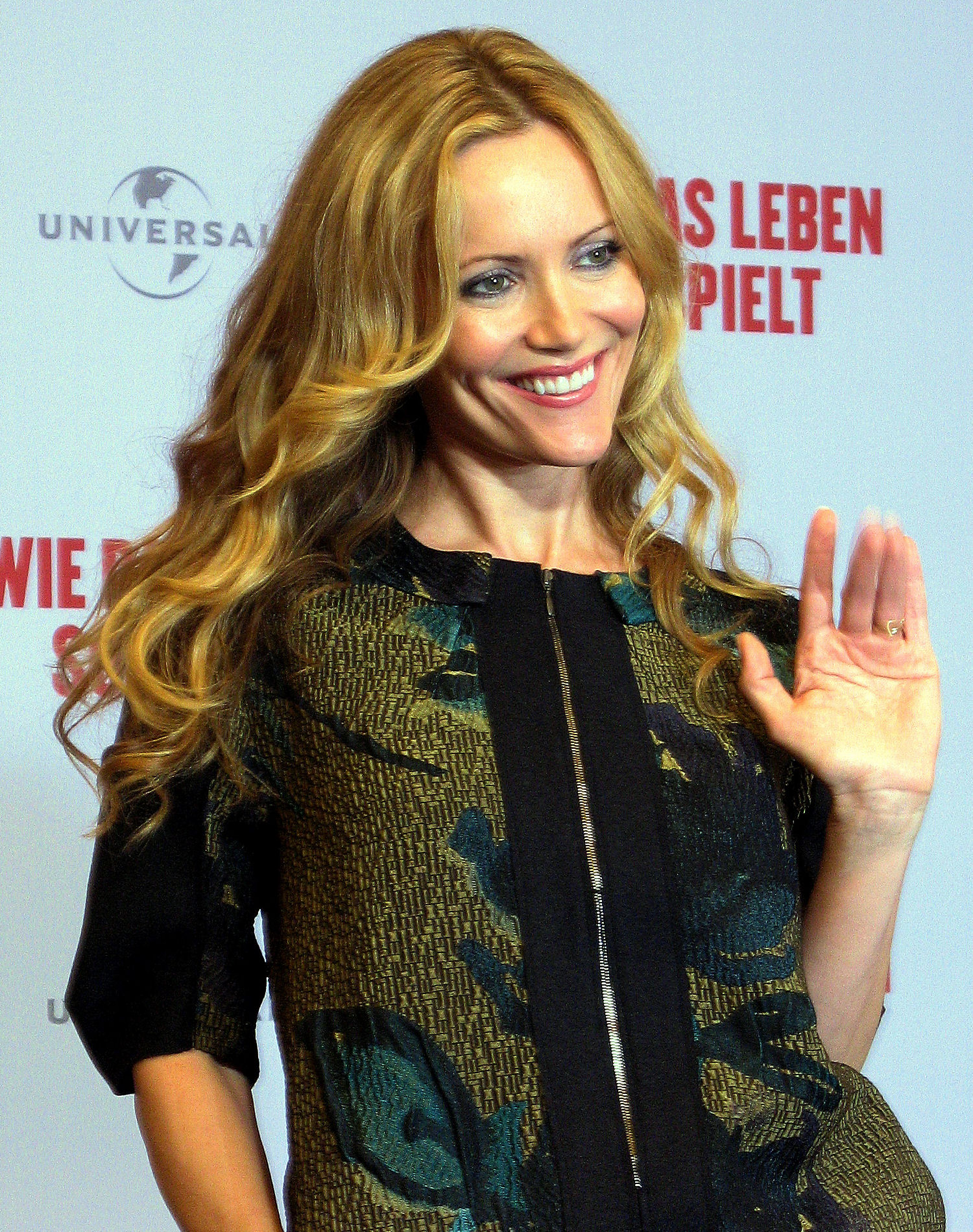
Mann, a Berlín, 26 d'agost 2009.

El 1997 la Walt Disney Pictures, llavors Buena Vista International, va decidir portar a la pantalla gran al despistat George de la selva. Brendan Fraser va ser l'atractiu home triat per interpretar a George, mentre que el paper de la bella Ursula va recaure sobre les seves espatlles.
Com el seu marit Judd és un gran amic d'Adam Sandler, ella va començar també a construir una amistat amb el comediant. D'aquesta forma, ell la va convidar a unir-se a l'elenc de Big Daddy (Un papà genial), produïda per la companyia Happy Madison. Com de costum en les pel·lícules d'Adam Sandler, Steve Buscemi i Rob Schneider van fer rols menors molt graciosos, mentre que ell debatia amb les noves responsabilitats de ser pare.
Posteriorment va treballar en un episodi de la sèrie del seu espòs Judd, Geeks and Freaks, on va conèixer a Seth Rogen i a James Franco, dos joves talents. Posteriorment, el primer es va tornar un col·laborador assidu de Judd, mentre que Franco va saltar a la fama amb el personatge Harry Osborn, en Spiderman.
Ja l'any 2000, es va veure involucrada en el rodatge del drama experimental Timecode (Codi temporal), on va compartir el protagonisme amb Salma Hayek. Després de la filmació, es va retirar per poder criar a les seves nenes en pau.
En 2001 la hi va tornar a veure en la pantalla gran amb l'estrena de Perfum, un film independent.
En 2002 va ser part de l'elenc d'Orange County, compost també per Jack Black, on un jove busca un nou significat a la vida després que el seu millor amic morís en un accident de surf.
A aquesta li va seguir Stealing Harvard, protagonitzada per Tom Green i Jason Lee. Dennis Farina, John C. McGinley i Chris Penn també van actuar en el film, mentre que ella va interpretar a Elaine Warner.
Arribat 2005, el seu marit Judd la va col·locar com una noia borratxa en el bar al que recorren Andy i els seus amics en Verge als 40. Aquesta comèdia va guanyar més de 170 milions de dòlars i va ajudar a impulsar les carreres de Steve Carell, Seth Rogen, Kat Dennings, Paul Rudd i Jonah Hill.
Novament el 2007, el seu espòs Judd la va triar per interpretar a l'amargada germana de Alyson (Katherine Heigl) en Knocked Up. Allà ella intentava que la seva germana deixés a Ben (Seth Rogen), mentre que travessava una crisi amorosa amb el seu espòs (Paul Rudd). El públic fidel del seu marit va portar aquesta comèdia a ser un èxit rotund, aconseguint els 220 milions de dòlars en guanys i mostrant que els homes maldestres i grassets poden resultar ser molt bons pares.
El 2008 va actuar en una nova producció de Apatow, Drillbit Taylor, amb el protagonisme d'Owen Wilson. Va ser escrita per Seth Rogen que també va participar en la creació de Un altre cop 17, amb Matthew Perry i Michelle Trachtenberg en el seu elenc.
El 2009, Mann es va reunir amb el seu company en Un boig a domicili, Jim Carrey, per a la pel·lícula I Love You Phillip Morris que es va estrenar el 2010, així com amb Adam Sandler, company en Big Daddy i Seth Rogen, company en Knocked Up, al costat de l'actor Eric Bana en Funny People. Mann va protagonitzar al costat d'Elizabeth Banks, What was I thinking?, basat en el llibre de Barbara Davilman i Liz Dubelman. Va actuar en la pel·lícula de Robert Rodríguez, Shorts: La pedra màgica.
El 2011 va estrenar The Change Up al costat de Jason Bateman i Ryan Reynolds.

## Personal
Mann està casada amb el productor Judd Apatow des de 1997, amb qui té dues filles, Iris i Maude. Va conèixer Apatow en el rodatge de Un boig a domicili (1996), que ell va coescriure i va produir. Des de llavors ha treballat freqüentment amb el seu marit.
Les filles de Mann, Iris i Maude, van aparèixer en les pel·lícules Knocked Up i Funny People com les filles dels personatges interpretats per Mann en les pel·lícules.

## Filmografia
Les seves pel·lícules més destacades són:
| Any  | Títol                              | Paper                       | Notes                                                                              |
| ---- | ---------------------------------- | --------------------------- | ---------------------------------------------------------------------------------- |
| 1991 | Virgin High                        | Noia del gargot             |                                                                                    |
| 1996 | Bottle Rocket                      | Noia de la fraternitat      | Sense acreditar                                                                    |
| 1996 | Coses que no et vaig dir mai       | Laurie                      |                                                                                    |
| 1996 | She's the One                      | Connie                      |                                                                                    |
| 1996 | L'últim home (Last Man Standing)   | Wanda                       |                                                                                    |
| 1996 | Un boig a domicili (The Cable Guy) | Robin Harris                |                                                                                    |
| 1997 | George de la selva                 | Ursula Stanhope             |                                                                                    |
| 1999 | Un pare genial (Big Daddy)         | Corinne Maloney             |                                                                                    |
| 1999 | Freaks and Geeks                   | Ms. Foote                   |                                                                                    |
| 2000 | Timecode                           | Cherine                     |                                                                                    |
| 2001 | Perfum (2001)                      | Camille                     |                                                                                    |
| 2002 | Orange County                      | Krista                      |                                                                                    |
| 2002 | Stealing Harvard                   | Elaine Warner               |                                                                                    |
| 2005 | Verge als 40                       | Nicky                       |                                                                                    |
| 2007 | Knocked Up                         | Debbie                      | Nominada - Associació de Crítics de Cinema de Chicago per Millor actriu secundària |
| 2008 | Drillbit Taylor                    | Lisa Zachey                 |                                                                                    |
| 2009 | Un altre cop 17                    | Scarlett O'Donnell (adulta) |                                                                                    |
| 2009 | Funny People                       | Laura                       |                                                                                    |
| 2009 | Shorts: La pedra màgica            | Mrs. Jane Tompson           |                                                                                    |
| 2010 | I Love You Phillip Morris          | Debbie                      |                                                                                    |
| 2011 | Rio (pel·lícula de 2011)           | Linda Gunderson             | Veu                                                                                |
| 2011 | Looney Tunes: Zoo Madness          | Samantha Bruno              |                                                                                    |
| 2011 | Allen Gregory                      | Gina Winthrop               | Veu - Sèrie de TV                                                                  |
| 2011 | Little Birds                       | Margaret Hobart             |                                                                                    |
| 2011 | Modern Family                      | Katie                       | Temporada 3, Episodi: "Treehouse" - Sèrie de TV                                    |
| 2011 | The Change-Up                      | Jamie Lockwood              |                                                                                    |
| 2012 | This is Forty                      | Debbie                      |                                                                                    |
| 2012 | Paranorman                         | Sandra Babcock              | Veu                                                                                |
| 2013 | The Bling Ring                     | Mare de Nicki               | Secundària                                                                         |
| 2014 | Mr. Peabody & Sherman              | Patty Peterson              |                                                                                    |
| 2014 | Rio 2                              | Linda Gunderson             | Veu                                                                                |
| 2014 | The Other Woman                    | Kate                        |                                                                                    |
| 2015 | Vacances                           | Audrey Griswold             |                                                                                    |
| 2016 | How To Be Single                   | Meg                         |                                                                                    |